# Phare du cap Decision
Le phare du cap Decision est un phare situé sur l'île Kuiu dans l'Alaska du Sud-Est.

## Histoire
Une balise sous forme de lampe à acétylène avait été placée sur les îles Spanish, en regard de l'extrémité sud de l'île Kuiu. Mais cette lumière était tout à fait insuffisante, et le Congrès décide de construire, en 1929 un phare à cet endroit. La construction a été difficile à cause des fonds marins, et des intempéries, et il n'a été terminé qu'en 1932.
Son feu n'a été automatisé qu'en 1974 et en 1989 un incendie y a causé de graves dommages. La première lentille de Fresnel qui l'équipait a été déposée en 1996 au bénéfice d'une lumière à alimentation solaire. La première lentille est toujours exposée au musée Clausen, près de Petersburg.
En 2005 le phare a été inscrit au Registre national des lieux historiques. Il est actuellement opérationnel pour l'aide à la navigation.

## Sources
- (en) USCG

- (en) Cet article est partiellement ou en totalité issu de l’article de Wikipédia en anglais intitulé « Cape Decision Light » (voir la liste des auteurs).